# Король бельгійців
«Король бельгійців» (англ. King of the Belgians) — копродкуційний мок'юментарний комедійний фільм 2016 року, поставлений режисерами Петером Бросенсом та Джессікою Вудворт. Прем'єра кінострічки відбулася 3 вересня 2016 на 73-му Венеційському кінофестивалі, де вона брала участь в секції «Венеційські горизонти». У липні 2017 року фільм брав участь в міжнародній конкурсній програмі 8-го Одеського міжнародного кінофестивалю та отримав головний приз — Золотий Дюк.

## Сюжет
У той час як Ніколас III, король бельгійців, знаходиться з офіційним візитом у Стамбулі, на батьківщині відбуваються переломні події: Валлонія щойно оголосила про свою незалежність, і тому Бельгії фактично більше не існує. Для того, щоб протистояти політичній кризі, Ніколас III вирішує якнайшвидше повернутися додому, але через погані погодні умови всі рейси скасовано. Король і його «свита» вирішують спробувати дістатися до Бельгії інкогніто сухопутним шляхом, але це виявляється не так легко. Поїздка перетворюється не стільки на відчайдушну і комічну подорож Балканами, скільки на внутрішні блукання підсвідомістю, під час котрих Ніколас III намагається зрозуміти, ким він є насправді.

## У ролях
| • Пітер Ван ден Бегін | … | Ніколас III, король бельгійців |
| • Люсі Дебе           | … | Луїза Ванкрайонет              |
| • Тітус Де Вогдт      | … | Карлос                         |
| • Бруно Жорі          | … | Людовик Моро                   |
| • Горан Радакович     | … | Драган                         |
| • Пітер ван дер Гауен | … | Дункан Ллойд                   |
| • Ніна Ніколіна       | … | Ана                            |
| • Валентин Ганєв      | … | Керім                          |
| • Наталі Ларош        | … | королева                       |
| • Юрій Ангелов        | … | Юрій Ангелов                   |

## Знімальна група
- Автори сценарію — Петер Бросенс, Джессіка Вудворт
- Режисери-постановники — Петер Бросенс, Джессіка Вудворт
- Продюсери — Петер Бросенс, Джессіка Вудворт
- Співпродюсери — Арнольд Гесленфельд, Стефан Кітанов, Лоретт Шиллінгс, Міра Сталева, Франсуа Тувед, Франс ван Гестель
- Лінійний продюсер — Себастьян Щеленц
- Оператор — Тон Петерс
- Композитор — Пепен Абен
- Монтаж — Давид Вердюрм
- Художник-постановник — Сабіна Бакева
- Художники з костюмів — Ека Бічінашвілі, Клодін Тішон

## Нагороди та номінації
| Список нагород та номінацій              | Список нагород та номінацій | Список нагород та номінацій                     | Список нагород та номінацій       | Список нагород та номінацій | Список нагород та номінацій |
| Кінопремія                               | Рік                         | Категорія                                       | Номінант(и)                       | Результат                   | Дж                          |
| ---------------------------------------- | --------------------------- | ----------------------------------------------- | --------------------------------- | --------------------------- | --------------------------- |
| Венеційський міжнародний кінофестиваль   | 2016                        | Венеційські горизонти — Найкращий фільм         | Король бельгійців                 | Номінація                   |                             |
| Венеційський міжнародний кінофестиваль   | 2016                        | Венеційські горизонти — Найкращий режисер       | Петер Бросенс, Джессіка Вудворт   | Номінація                   |                             |
| Міжнародний кінофестиваль у Вальядоліді  | 2016                        | Золотий колос за найкращий фільм                | Король бельгійців                 | Номінація                   |                             |
| Гамбурзький кінофестиваль                | 2016                        | Приз критиків                                   | Король бельгійців                 | Номінація                   |                             |
| Роттердамський міжнародний кінофестиваль | 2017                        | Приз MovieZone                                  | Король бельгійців                 | Номінація                   |                             |
| Роттердамський міжнародний кінофестиваль | 2017                        | Приз KNF                                        | Король бельгійців                 | Перемога                    |                             |
| Одеський міжнародний кінофестиваль       | 2017                        | Гран-прі Золотий Дюк                            | Король бельгійців                 | Перемога                    | [ 8 ]                       |
| Премія Європейської кіноакадемії         | 9.12.2017                   | Найкраща європейська комедія                    | Король бельгійців                 | Номінація                   | [ 10 ] [ 11 ]               |
| Премія «Магрітт»                         | 3.02.2018                   | Найкращий актор                                 | Пітер ван ден Бегін               | Перемога                    | [ 12 ] [ 13 ]               |
| Премія «Магрітт»                         | 3.02.2018                   | Найкраща акторка                                | Люсі Дебе                         | Номінація                   | [ 12 ] [ 13 ]               |
| Премія «Магрітт»                         | 3.02.2018                   | Найкращий оригінальний або адаптований сценарій | Петер Бросенс та Джессіка Вудворт | Номінація                   | [ 12 ] [ 13 ]               |
| Премія «Магрітт»                         | 3.02.2018                   | Найкращий фламандський фільм                    | Король бельгійців                 | Номінація                   | [ 12 ] [ 13 ]               |
| Премія «Магрітт»                         | 3.02.2018                   | Найкращий дизайн костюмів                       | Клодін Тішон                      | Номінація                   | [ 12 ] [ 13 ]               |